# Једнака плата за једнак рад
Једнака плата за једнак рад је концепт права из радног односа који појединцима на истом радном месту даје једнаку плату. Најчешће се користи у контексту родне дискриминације, у односу на разлике у платама између мушкараца и жена. Једнака плата односи се на читав низ исплата и накнада, укључујући основну плату, бонусе и надокнаде. Неке земље су напредовале брже од других у решавању овог проблема. Откако је председник Џон Кенеди потписао Закон о једнакој плати из 1963. године, у Сједињеним Државама је незаконито да мушкарцима и женама који раде на истом месту плаћају различите плате за сличан рад. 